# Florence Nightingale
Florence Nightingale (Florencia, 12 de mayo de 1820-Londres, 13 de agosto de 1910) fue una enfermera, escritora y estadística británica, considerada precursora de la enfermería profesional contemporánea y creadora del primer modelo conceptual de enfermería. Destacó en matemáticas, siendo una de las matemáticas más importantes del mundo, y culminó sus estudios y aplicó sus conocimientos de estadística a la epidemiología y a la estadística sanitaria. Fue la primera y pionera mujer admitida en la Royal Statistical Society británica, y miembro honorario de la American Statistical Association.
Sentó las bases de la profesionalización de la enfermería con el establecimiento, en 1860, de su escuela de enfermería en el hospital Saint Thomas de Londres, actualmente parte integrante del King's College de Londres y del NHS. Fue la primera escuela laica de enfermería en el mundo. 
Su trabajo fue la fuente de inspiración de Henri Dunant, fundador de la Cruz Roja y autor de las propuestas humanitarias adoptadas por la convención de Ginebra.
De fe anglicana, creía que Dios la había inspirado para ser enfermera. Alcanzó fama mundial por sus trabajos precursores de enfermería en la asistencia a los heridos durante la guerra de Crimea. A partir de ese momento fue conocida como «la dama de la lámpara», por su costumbre de realizar rondas nocturnas con una lámpara para atender a sus pacientes.
En 1883, la reina Victoria le otorgó la Real Cruz Roja, y en 1907 se convirtió en la primera mujer en recibir la Orden del Mérito del Reino Unido. En 1908, le fueron otorgadas las Llaves de la Ciudad de Londres.
El juramento Nightingale efectuado por los enfermeros al graduarse, fue creado en su honor en 1893. El Día Internacional de la Enfermería se celebra en la fecha de su cumpleaños.

## Biografía

### Primeros años
1. Siglo XIX (1859) – Florence Nightingale
- Introduce principios de higiene, ventilación y nutrición en hospitales pediátricos.

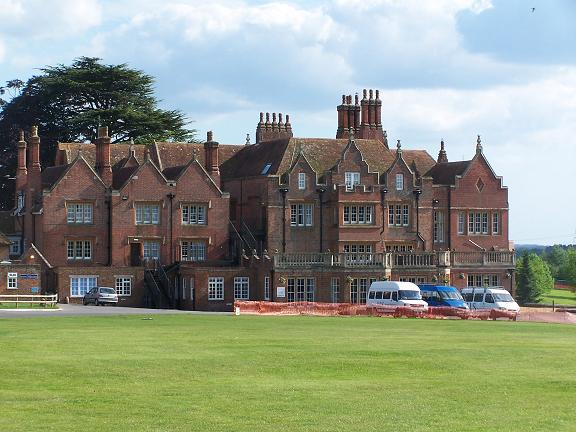
Embley Park, en East Wellow, Hampshire. Actualmente una escuela mixta, fue uno de los hogares de la familia de William Nightingale.

Nació en el seno de una familia británica de clase alta en Villa Colombaia, Florencia, y recibió el nombre de su país natal, en aquel entonces capital del Gran Ducado de Toscana. Su hermana mayor, Frances Parthenope, también recibió el nombre de su lugar de nacimiento, Parthenopolis, un asentamiento griego cercano a Nápoles. 
Sus padres fueron William Edward Nightingale, nacido William Edward Shore (1794-1874), y Frances «Fanny» Smith (1789-1880). La madre de William, Mary Evans, fue sobrina de Peter Nightingale, debido a lo cual William heredó su propiedad en Derbyshire y asumió el nombre y las armas de Nightingale. El padre de Fanny (abuelo materno de Florence) fue el abolicionista y unitarista William Smith.
Inspirada por lo que ella interpretó como una llamada de Dios, anunció en febrero de 1837, mientras se encontraba en Embley Park, su decisión de dedicarse a la enfermería a partir de 1844. Esta decisión constituía un desafío para las convenciones sociales de la época, donde la mujer estaba destinada a cumplir con el rol de esposa y madre. Tras muchos sacrificios y la fuerte oposición de su familia, en especial de su madre y de su hermana, logró formarse como enfermera. El político y poeta Richard Monckton Milnes, quien sería uno de sus más firmes apoyos políticos e intelectuales, llegó a proponerle matrimonio, pero ella rechazó su propuesta, convencida de que interferiría con su decisión de consagrarse a la enfermería. También mantuvo una estrecha relación con Benjamin Jowett, de quien se presume que le propuso matrimonio.
En Roma conoció en 1847 a Sidney Herbert, un joven político que se encontraba de luna de miel y con quien inició una amistad que fue decisiva para sus proyectos, gracias al apoyo que le brindaría al ocupar años más tarde la Secretaría de Guerra.
Continuó sus viajes (ahora con Charles y Selina Bracebridge) por Grecia y Egipto. Sus escritos acerca de Egipto son testimonio de su proceso de aprendizaje, habilidades literarias y filosofía de vida. En Tebas escribió que había sido «llamada a Dios», y una semana más tarde, cerca de El Cairo, anotó en su diario: «Dios me llamó en la mañana y me preguntó si haría el bien en su nombre, sin buscar reputación».

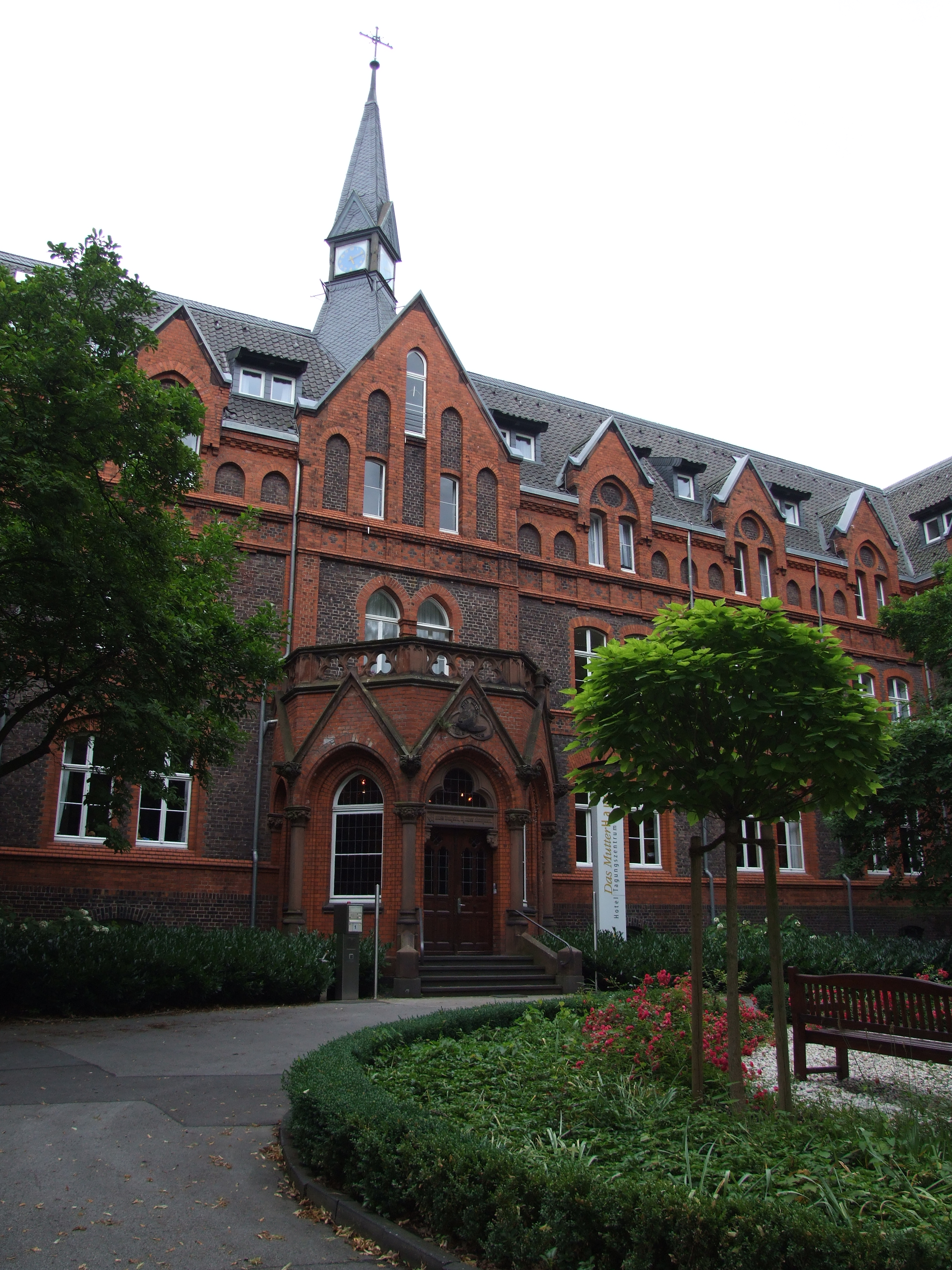
Instituto de Diaconisas de Theodor Fliedner en Kaiserswerth.

En 1850, visitó la comunidad religiosa luterana de Kaiserswerth en Alemania y observó al Pastor Theodor Fliedner y a sus asistentes trabajando para los enfermos y marginados. Ella destacó esa experiencia como un hito decisivo, y publicó sus vivencias en forma anónima en 1851, en su primer trabajo editado: La Institución de Kaiserswerth del Rin para el Entrenamiento Práctico de Diaconisas (The Institution of Kaiserswerth on the Rhine, for the Practical Training of Deaconesses). En esa institución recibió cuatro meses de entrenamiento médico que constituyeron la base para su trayectoria posterior.
El 22 de agosto de 1853, asumió el cargo de superintendente en el Instituto para el Cuidado de Señoras Enfermas (Institute for the Care of Sick Gentlewomen) ubicado en Upper Harley Street, Londres, puesto que ocupó hasta octubre de 1854. Su padre la proveía de un ingreso anual de 500 libras, en ese entonces una cifra importante, lo cual le permitió durante ese período llevar una vida confortable y proseguir su carrera.

### Guerra de Crimea

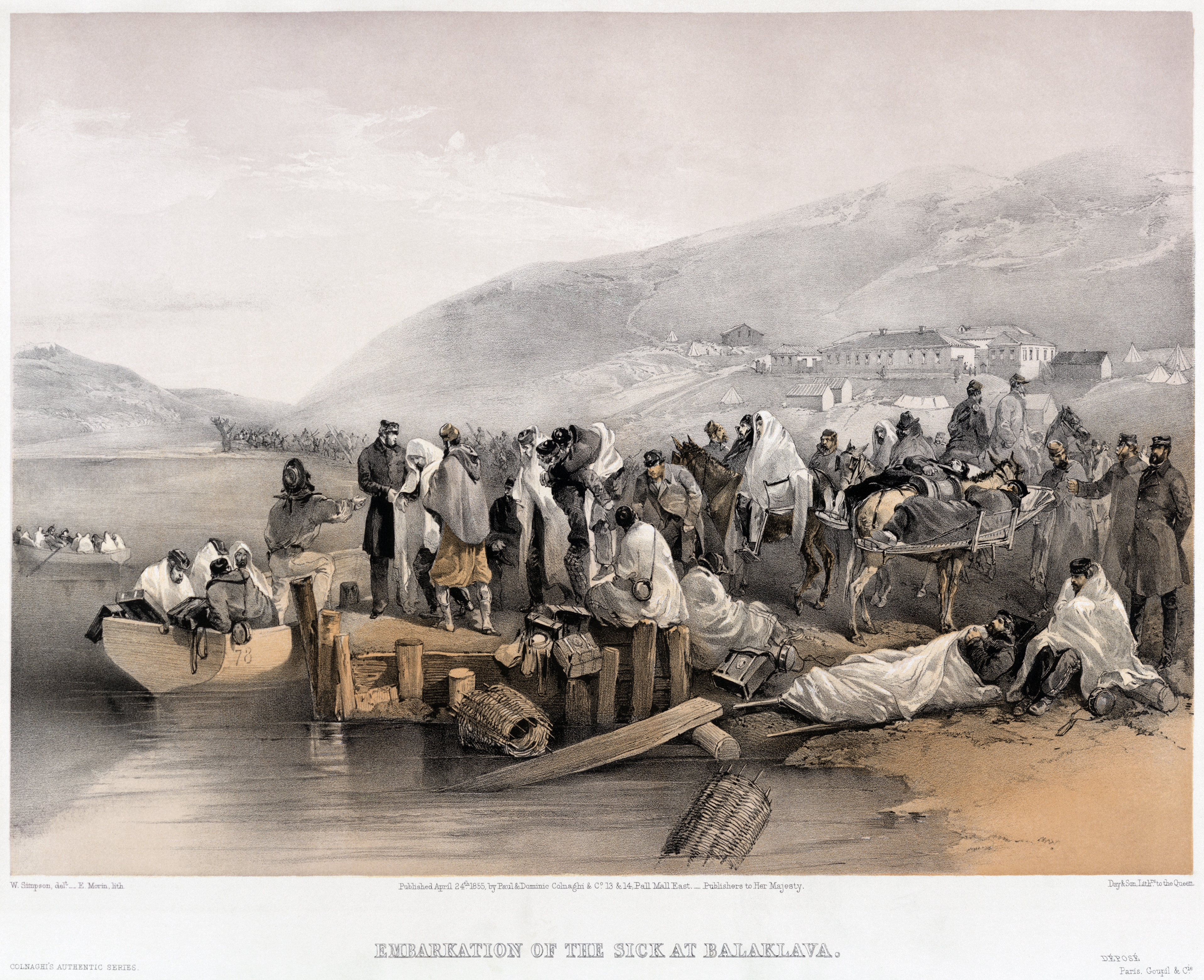
Litografía de William Simpson, que ilustra las condiciones de enfermos y heridos en la batalla de Balaclava.

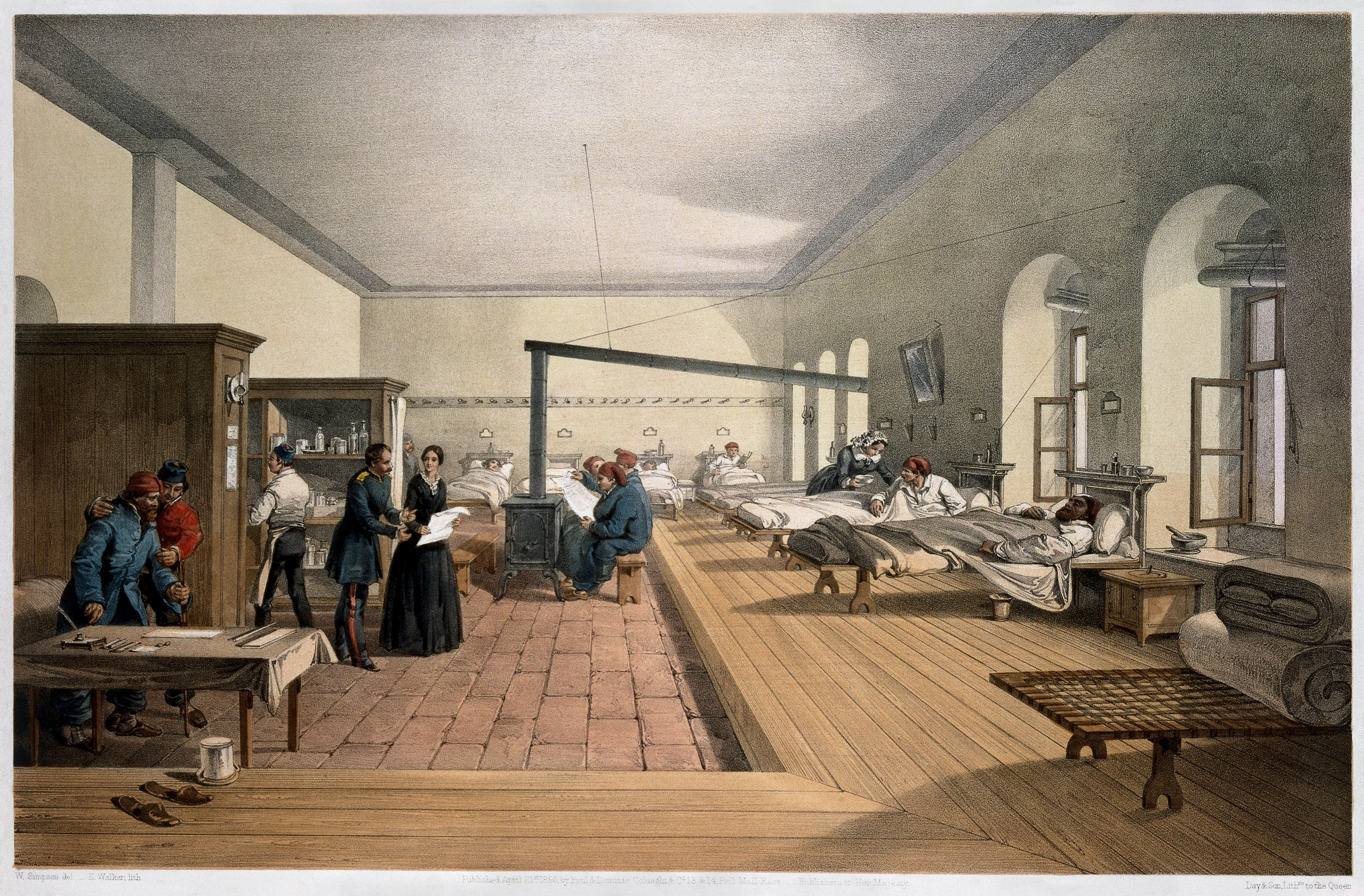
Una sala del Hospital de Scutari donde Nightingale trabajó, de una litografía de 1856.

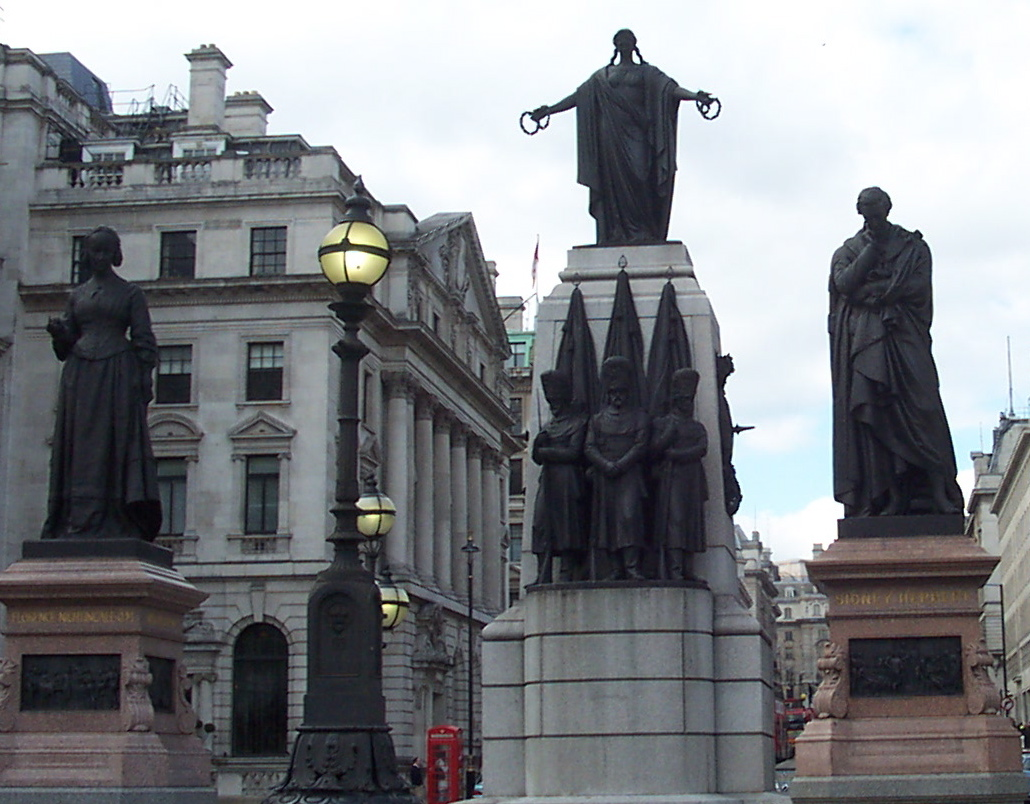
Monumento conmemorativo de la guerra de Crimea en el centro, a la izquierda Florence Nightingale y a la derecha Sidney Herbert (primer barón Herbert of Lea), Waterloo Place, Londres.

Su contribución más famosa tuvo lugar durante la guerra de Crimea, la cual se convirtió en su objetivo central a partir de la llegada a Gran Bretaña de los reportes acerca de las terribles condiciones de los heridos. Sidney Herbert, al frente de la Secretaría de Guerra en el gobierno de lord Aberdeen y al tanto de los problemas sanitarios del ejército, posibilitó el traslado de Nightingale y un grupo de enfermeras a la zona de conflicto. El 21 de octubre de 1854, ella y un equipo de 38 enfermeras voluntarias, al que entrenó personalmente y que incluía a su tía Mai Smith, partieron hacia el Imperio Otomano.
Fueron transportadas unas 295 millas náuticas (546 km) a través del mar Negro, desde Balaklava, Crimea, hasta la principal base de operaciones británica en el cuartel de Selimiye en Scutari (actual distrito de Üsküdar, en Estambul), a la que arribaron en los primeros días de noviembre de 1854. Se encontraron con que los soldados heridos recibían tratamientos totalmente inadecuados por parte del sobrecargado equipo médico, mientras que la oficialidad era indiferente a esta situación. Los suministros médicos escaseaban, la higiene era pésima y las infecciones comunes y en muchos casos fatales. No se contaba con equipamiento apropiado para procesar los alimentos para los pacientes.
A principios del siglo XX, se aceptaba que la gestión de Nightingale redujo el índice de mortalidad del 42 % al 2 % ya sea realizando mejoras en la higiene o reclamando a la Comisión Sanitaria. La primera edición del Dictionary of National Biography (1911) hacía esta afirmación, pero la segunda edición (2001) ya no. De hecho, la cantidad de muertes no disminuyó, sino que comenzó a aumentar. El número de muertes era el mayor de todos los hospitales de la región. 
Durante su primer verano en Scutari, 4077 soldados perdieron la vida allí. Fallecieron diez veces más soldados de enfermedades como tifus, fiebre tifoidea, cólera y disentería que de heridas en el campo de batalla. Las condiciones en el hospital de las barracas eran tan nocivas para los pacientes debido al hacinamiento, a los deficientes desagües sanitarios y a la falta de ventilación. El gobierno británico destinó una comisión sanitaria a Scutari en marzo de 1855, casi seis meses después de la llegada de Florence Nightingale, que efectuó la limpieza de los vertederos contaminantes y mejoró la ventilación. A partir de esas medidas el índice de mortalidad bajó rápidamente. 
Durante la guerra ella no reconoció que la falta de higiene era una de las causas principales de muerte, creyendo que el elevado índice de mortalidad se debía a la mala nutrición, a la falta de suministros médicos y al agotamiento extremo de los hombres, y nunca reclamó crédito alguno por ayudar a disminuir el número de muertes. Pero a su regreso a Londres comenzó a reunir pruebas para la Comisión Real para la Salud en el Ejército a fin de sustentar su posición de que los soldados fallecían a causa de las deplorables condiciones de vida en el hospital. Esta experiencia influyó decisivamente en su carrera posterior, llevándola a abogar por la importancia de mejorar las condiciones sanitarias hospitalarias. En consecuencia, ayudó a reducir las muertes en el ejército durante tiempos de paz y promovió el correcto diseño sanitario de los hospitales.

#### La dama de la lámpara

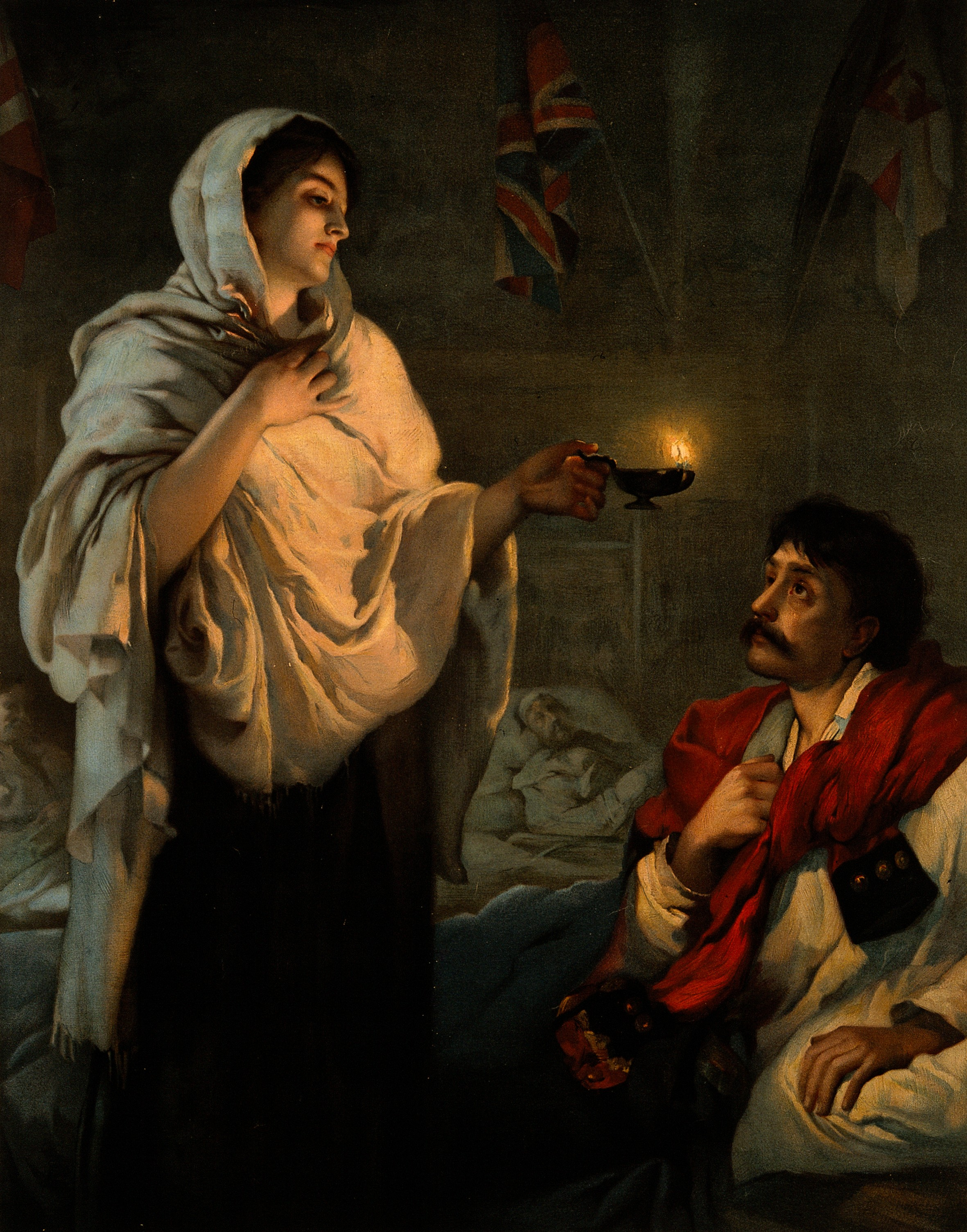
La dama con la lámpara (1891), en inglés: The lady with the lamp. Reproducción de litografía en colores de una pintura de Henrietta Rae, titulada Miss Nightingale at Scutari (1854), que muestra a Florence Nightingale entre los enfermos y heridos durante la guerra de Crimea (1853-1856).

En pleno conflicto, un artículo en The Times, publicado en la edición del jueves 8 de febrero de 1855, decía:

Sin exageración alguna es un «ángel guardián» en estos hospitales, y mientras su grácil figura se desliza silenciosamente por los corredores, la cara del desdichado se suaviza con gratitud a la vista de ella. Cuando todos los oficiales médicos se han retirado ya y el silencio y la oscuridad descienden sobre tantos postrados dolientes, puede observársela sola, con una pequeña lámpara en su mano, efectuando sus solitarias rondas.
She is a ministering angel without any exaggeration in these hospitals, and as her slender form glides quietly along each corridor, every poor fellow's face softens with gratitude at the sight of her. When all the medical officers have retired for the night and silence and darkness have settled down upon those miles of prostrate sick, she may be observed alone, with a little lamp in her hand, making her solitary rounds.

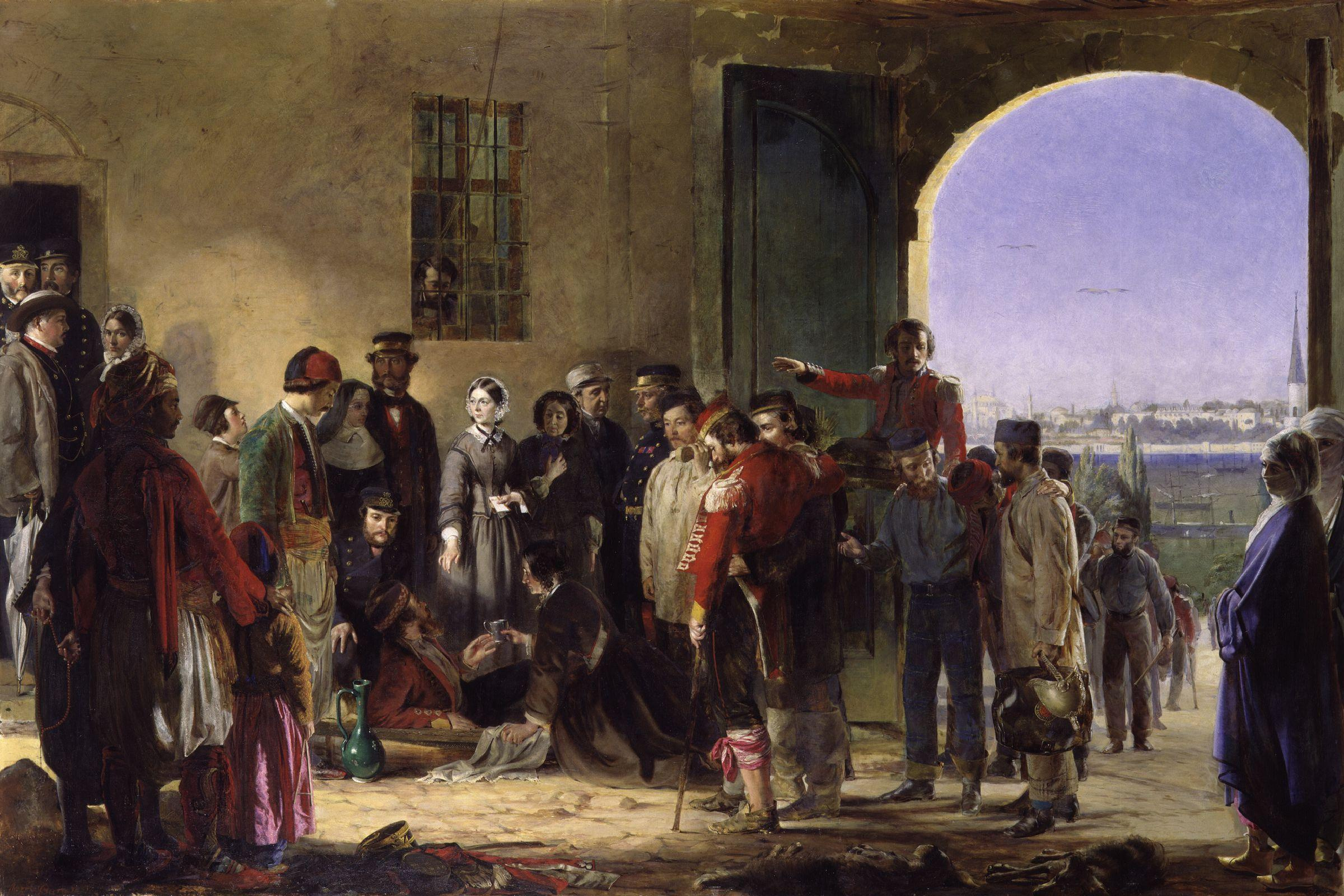
Nightingale recibiendo a los heridos en Scutari, por Jerry Barrett, National Portrait Gallery, Londres.

Tras el fin de la guerra, Florence Nightingale comenzó a ser conocida como «la dama de la lámpara» («the lady of the lamp»), a partir del poema Santa Filomena de Henry Wadsworth Longfellow, publicado en 1857:

¡Mirad! En aquella casa de aflicción
Veo una dama con una lámpara.
Pasa a través de las vacilantes tinieblas
y se desliza de sala en sala.
Lo! in that house of misery
A lady with a lamp I see
Pass through the glimmering gloom,
And flit from room to room.

### Carrera posterior
El 29 de noviembre de 1855, mientras aún permanecía en Crimea, se celebró una asamblea pública con el propósito de reunir fondos para homenajearla, haciéndole entrega de un objeto de arte en reconocimiento por su labor durante la guerra. Fue tal el éxito de la convocatoria que se decidió crear el Fondo Nightingale para el entrenamiento de enfermeras, con Sidney Herbert como secretario honorario de la fundación y el duque de Cambridge como presidente. En 1859 Nightingale disponía gracias a este fondo de 45 000 libras, monto con el que inauguró el 9 de julio de 1860 la Escuela de Entrenamiento Nightingale (Nightingale Training School) en el hospital Saint Thomas. Actualmente se llama Escuela Florence Nightingale de Enfermería y Partería (Florence Nightingale School of Nursing and Midwifery) y forma parte del King's College de Londres. Las primeras enfermeras entrenadas en esta escuela comenzaron a trabajar el 16 de mayo de 1865 en la Enfermería Liverpool Workhouse (Liverpool Workhouse Infirmary). 
También recolectó fondos para el hospital Real Buckinghamshire de Aylesbury, cerca de su hogar familiar, lo cual permitió que atendiese a mayor cantidad de pacientes, al poder mantener bajas las tasas de admisión. El diseño actual del edificio estuvo fuertemente influido por Nightingale, convirtiéndose en el primer hospital civil en incorporar sus diseños respecto del sistema de ventilación, la amplitud de las escaleras, la disposición de los armarios, etc. Su hermana Frances Parthenope colocó la piedra fundacional del edificio, en tanto que su cuñado sir Harry Verney fue uno de los principales promotores y autoridades de la institución.
En 1859 se publicaron sus Notas sobre Enfermería: Qué es y qué no es (Notes on nursing: What it is, and what it is not), un pequeño libro que sirvió como base del programa de estudios de la Escuela Nightingale y de otras escuelas de enfermería que siguieron el mismo modelo, a pesar de haber sido escrito como guía para quienes ejercían cuidados de enfermería a domicilio. En el prefacio afirmó que:

Cada día tiene mayor importancia el conocimiento de la higiene, el conocimiento de la enfermería, en otras palabras, el arte de mantenerse en estado de salud, previniendo la enfermedad, o recuperándose de ella. Se le reconoce como el conocimiento que todo el mundo debe tener —distinto del conocimiento médico, propio solamente de una profesión—.

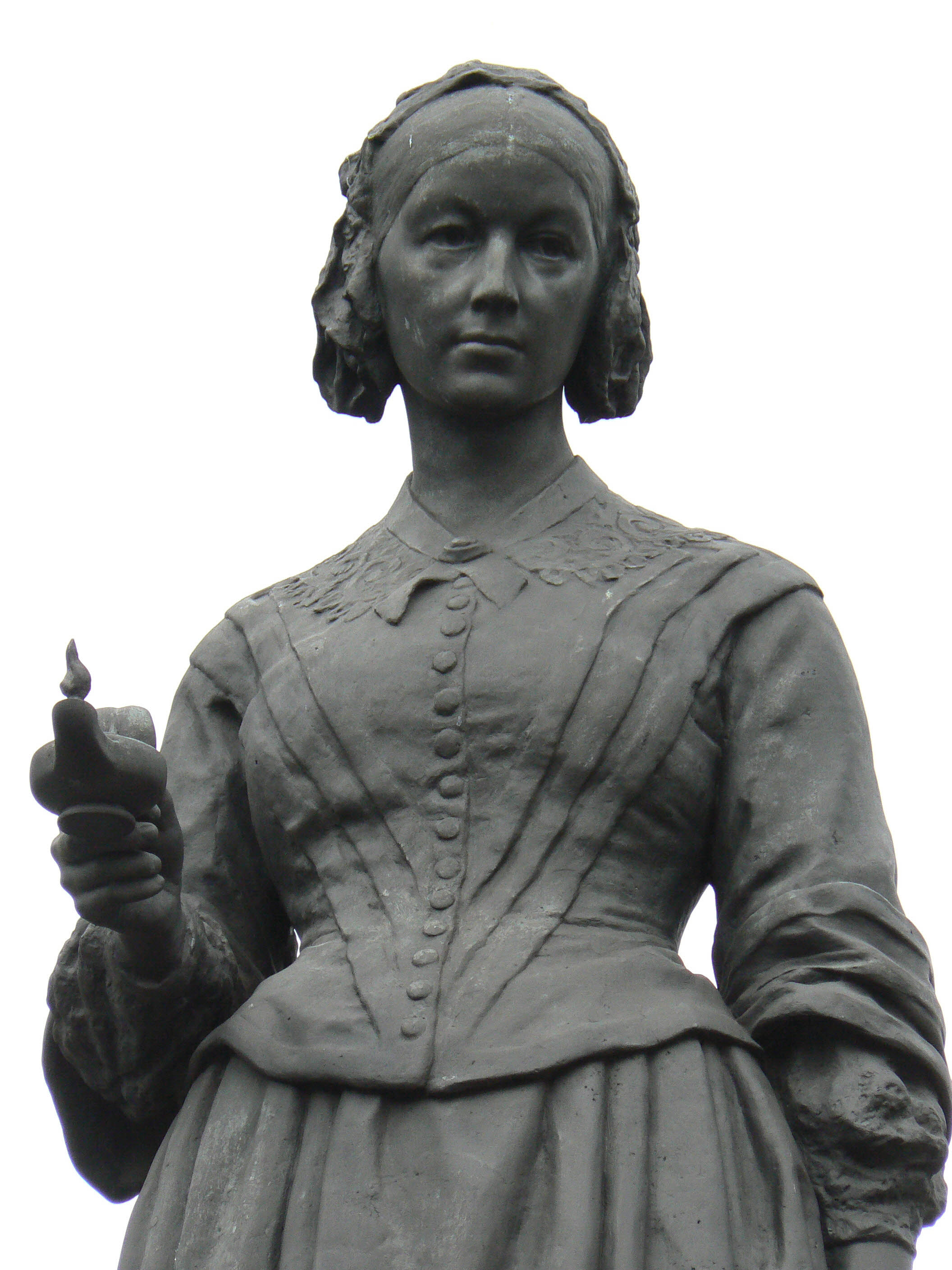
Estatua de Florence Nightingale, Waterloo Place, Londres.

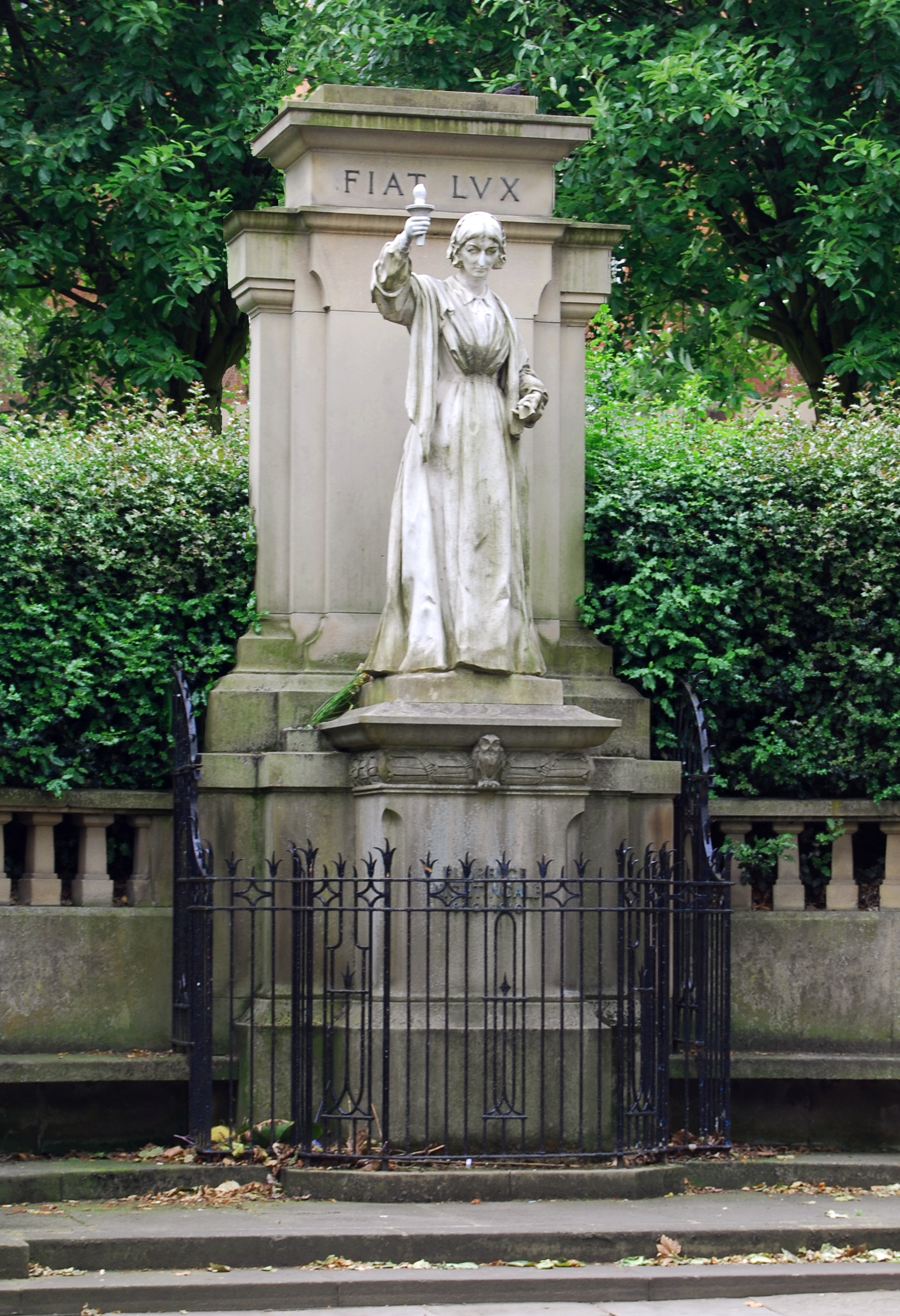
Estatua de Florence Nightingale, London Road, Derby.

Notas sobre Enfermería también tuvo una buena recepción por parte del público general y aún hoy es considerado una introducción clásica a la enfermería. Nightingale dedicó el resto de su vida a promover el establecimiento y el desarrollo de la enfermería como profesión y a organizarla en su forma moderna. En la introducción a la edición inglesa de 1974, Joan Quixley de la Escuela de Enfermería Nightingale subrayó: «El libro fue el primero de su tipo en ser escrito. Apareció en una época en la que las más simples reglas de la salud recién comenzaban a conocerse, cuando su temática era de vital importancia para el bienestar y la recuperación de los pacientes, cuando los hospitales estaban plagados de infecciones, cuando las enfermeras aún eran consideradas como personas ignorantes, sin educación alguna. Este libro tiene, inevitablemente, su lugar en la historia de la enfermería, pues fue escrito por la fundadora de la enfermería moderna».
Además de Notas sobre Enfermería, entre sus libros más populares figuran Notas sobre Hospitales (Notes on Hospitals), que trata sobre la correlación entre las técnicas sanitarias y las instalaciones médicas; y Notas en cuestiones que afectan la Salud, la Eficiencia y la Administración Hospitalaria del Ejército Británico (Notes on Matters Affecting the Health, Efficiency and Hospital Administration of the British Army).
Según Mark Bostridge, uno de los mayores logros de Nightingale fue la introducción de enfermeras entrenadas para el cuidado de enfermos a domicilio en Inglaterra y en Irlanda a partir de 1860. Esto significó que los enfermos pobres podrían acceder a ser cuidados por personal capacitado, en lugar de ser cuidados por otras personas de buena salud, pero también de escasos o nulos recursos como para acceder a una formación adecuada en la materia. Esta innovación es vista como el antecedente del Servicio Nacional de Salud británico, establecido cuarenta años después de su muerte.
Suele afirmarse que Nightingale «se fue a la tumba rechazando la teoría microbiana de la enfermedad o teoría de los gérmenes». Mark Bostridge, uno de sus biógrafos, rechazó esta afirmación diciendo que en realidad ella se opuso a una teoría microbiana conocida como «contagionismo», que sostenía que las enfermedades sólo podían ser transmitidas por contacto físico. Antes de los experimentos de Louis Pasteur y de Joseph Lister, a mediados de los años 1860, difícilmente alguien podía considerar seriamente la teoría de los gérmenes, e incluso después muchos practicantes médicos no estaban convencidos. Bostridge señaló que a inicios de los años 1880, Nightingale escribió un artículo para un libro de texto en el cual abogaba por la toma de estrictas precauciones para eliminar los gérmenes. El trabajo previo de Nightingale sirvió como inspiración para las enfermeras que actuaron en la Guerra de Secesión Estadounidense. El gobierno de la Unión solicitó su consejo para la organización de la sanidad militar. A pesar de que sus ideas se toparon con el rechazo de la oficialidad, igualmente inspiraron el cuerpo de voluntarios de la Comisión Sanitaria de Estados Unidos.
En la década de 1870, amadrinó a Linda Richards, conocida como la «Primera Enfermera Entrenada de América», y la capacitó para retornar a Estados Unidos con el entrenamiento adecuado y el conocimiento necesario para establecer escuelas de enfermería de alta calidad. Linda Richards se convertiría en una gran pionera de la enfermería en Estados Unidos y en Japón.
Alrededor de 1882, las enfermeras de Nightingale gozaban de una creciente e influyente presencia en el desarrollo de la embrionaria profesión de enfermería. Algunas se convirtieron en matronas de hospitales de vanguardia en toda Gran Bretaña y en Australia.

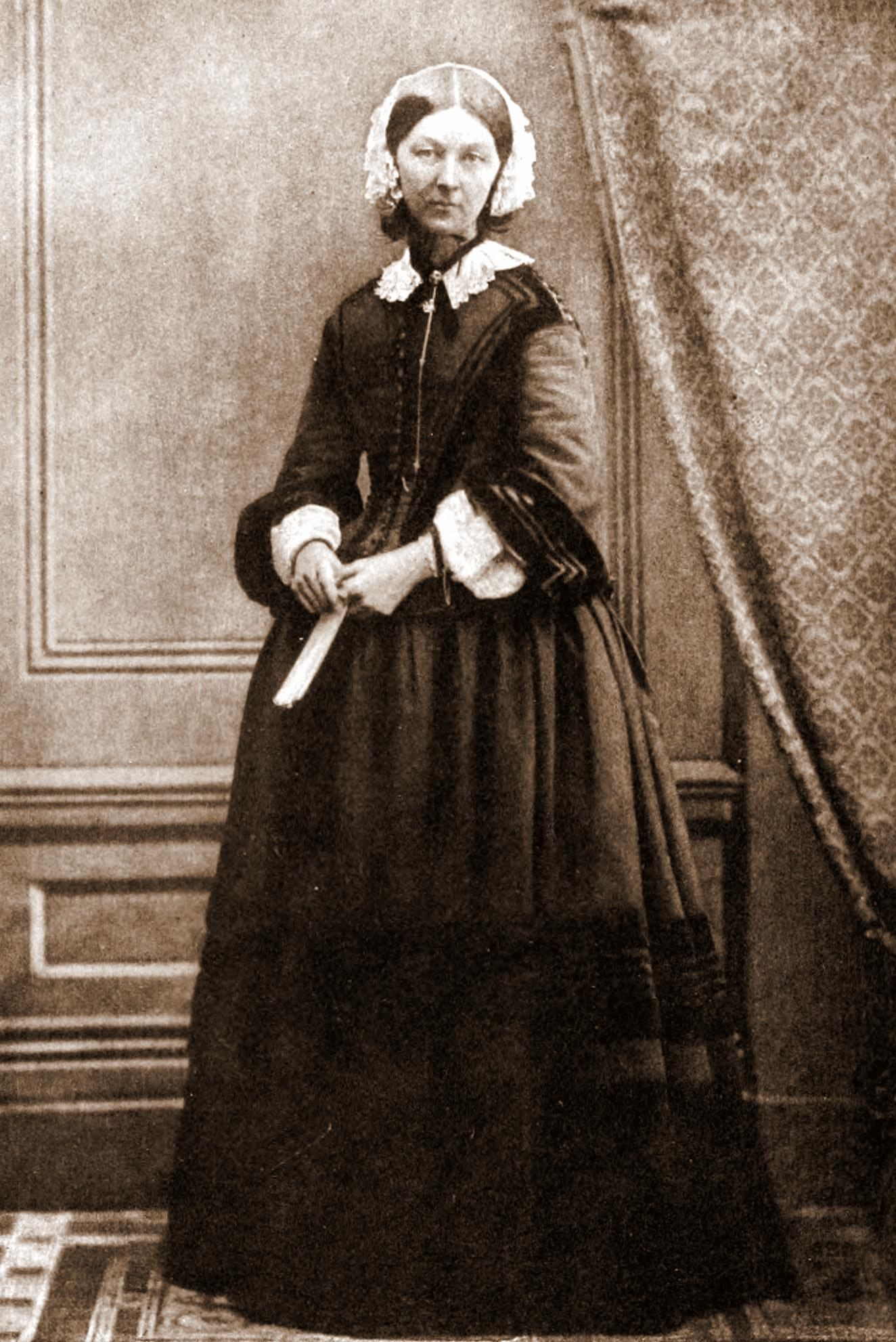
Florence Nightingale, circa 1858.

A partir de 1857, comenzó a padecer depresión e intermitentes postraciones en la cama. La mencionada biografía de Bostridge citó a la brucelosis y a la espondilitis como la causa de sus padecimientos. Una explicación alternativa para su depresión se basa en que después de la guerra descubrió que había estado equivocada respecto a las razones del alto índice de mortalidad. Sin embargo, no hay evidencia documental que respalde esta teoría. En la actualidad se celebra, en el aniversario de su nacimiento, el Día Internacional de Concienciación de las Enfermedades Neurológicas e Inmunológicas Crónicas, debido a que se considera que los síntomas de su enfermedad coinciden con un trastorno neurológico.
A pesar de sus dolencias, permaneció fenomenalmente productiva en el área de la reforma social. Durante sus años de postración en la cama, también realizó trabajos pioneros en el campo de la planificación hospitalaria, y su trabajo se propagó rápidamente a través de Gran Bretaña y del resto del mundo.

### Relaciones
Si bien su trabajo tuvo como consecuencia la mejora de la situación social de la mujer, ella prefería la amistad con hombres influyentes. A menudo se refería a sí misma en términos masculinos, como por ejemplo «un hombre de acción» y un «hombre de negocios».
No obstante, entabló varias importantes amistades con mujeres. Mantuvo una prolongada correspondencia con una monja irlandesa, la hermana Mary Clare Moore, con quien había trabajado en Crimea. Su más adorada confidente fue Mary Clarke, una mujer británica que conoció en 1837 y con quien mantuvo contacto durante toda su vida.
En la publicación Superstars: twelve lesbians who changed the world se afirma que Nightingale tuvo tres mujeres a las que amó apasionadamente, entre las que se encontraba su prima, Marianna Nicholson y, para poder estar cerca de ella, tuvo que fingir que le gustaba el hermano de esta.

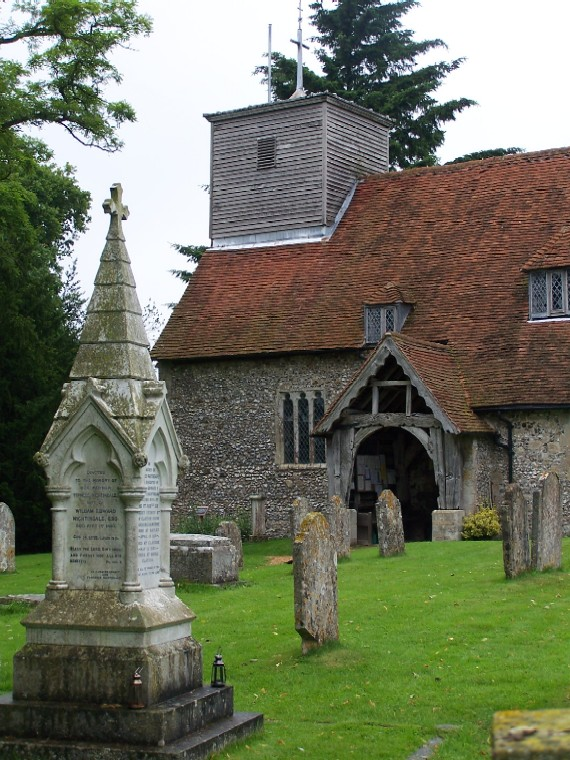
La tumba de Florence Nightingale en el cementerio de la iglesia de St. Margaret, East Wellow, Hampshire.

Algunos investigadores afirman que ella permaneció casta durante toda su vida, ya sea porque sentía un deber casi religioso hacia su carrera, como porque vivió en tiempos en que imperaba la rígida moralidad sexual victoriana.

### Muerte
El 13 de agosto de 1910, a los 90 años, falleció mientras dormía en su habitación del 10 de South Street, Park Lane. La oferta de sepultura en la Abadía de Westminster fue rechazada por sus familiares, y fue sepultada en el cementerio de la Iglesia de St. Margaret en East Wellow, Hampshire.

## Contribuciones
El primer programa oficial de entrenamiento de enfermeras, la Escuela Nightingale para enfermeras, fue inaugurado en 1860. La misión de la escuela fue entrenar enfermeras para trabajar en hospitales, asistir a los menos pudientes y enseñar. Se pretendía que los estudiantes estuviesen capacitados para cuidar a los enfermos en sus domicilios, un enfoque que aún hoy es avanzado. La más duradera contribución de Florence Nightingale fue su rol en la fundación de la enfermería moderna como profesión. Ella estableció los parámetros de compasión, dedicación al cuidado del paciente, diligencia y cuidado en la administración hospitalaria.

### Estadísticas y reforma sanitaria

Diagrama de las causas de la mortalidad del ejército en el Este, por Florence Nightingale.

Nightingale demostró tener aptitudes para las matemáticas desde sus primeros años, y sobresalió en la materia bajo la tutela de su padre. Llegó a convertirse en una pionera en el uso de representaciones visuales de la información y en gráficos estadísticos. Entre otros utilizó el gráfico circular, cuyo primer desarrollo se debió a William Playfair en 1801, y que aún representaba una forma novedosa de presentar datos. De hecho, ha sido descrita como «una verdadera pionera en la representación gráfica de datos estadísticos», y se le atribuye el desarrollo de una forma de gráfico circular hoy conocida como diagrama de área polar, o como diagrama de la rosa de Nightingale, equivalente a un moderno histograma circular, a fin de ilustrar las causas de la mortalidad de los soldados en el hospital militar que dirigía. Hizo un uso intensivo de este tipo de gráficos en sus informes ante los miembros del parlamento británico y ante funcionarios civiles, con el propósito de demostrar la magnitud del desastre sanitario en la sanidad del ejército durante la Guerra de Crimea, y de facilitar la comprensión de los hechos a quienes pudiesen tener dificultades en la comprensión de reportes estadísticos tradicionales.
En sus últimos años realizó un exhaustivo informe estadístico acerca de las condiciones sanitarias en las zonas rurales de la India, y lideró la introducción de mejoras en la atención médica y del servicio de salud pública en ese país. En 1858 y 1859 presionó exitosamente por el establecimiento de una Comisión Real para tratar la situación india. Dos años después redactó un informe a la comisión, donde completó su propio estudio de 1863. «Después de 10 años de reformas sanitaria, en 1873, Nightingale informó que la mortalidad entre los soldados en la India disminuyó de 69 a 19 por cada mil».
En 1859 Nightingale fue elegida como la primera mujer miembro de la Royal Statistical Society y más tarde sería elegida como miembro honorario de la American Statistical Association.

### Inspiración para la Cruz Roja
Tuvo una influencia decisiva en la creación de la Cruz Roja Británica en 1870, y fue miembro de su comité de damas interesándose por las actividades del movimiento hasta su fallecimiento. Henri Dunant, fundador de la Cruz Roja, manifestó en una visita a Londres en 1872: «A pesar de que soy conocido como el fundador de la Cruz Roja y el promotor de la Convención de Ginebra, es a una dama que todo el honor de esa convención es debido. Lo que me inspiró a viajar a Italia durante la guerra de 1859, fue el trabajo de Miss Florence Nightingale en Crimea».

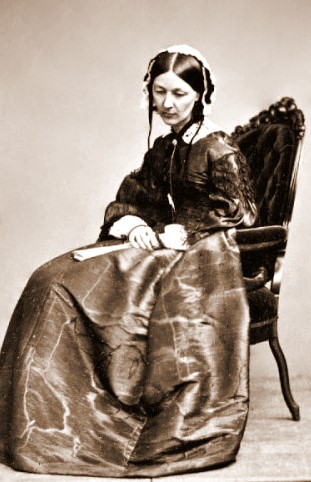
Nightingale c. 1854.

### Literatura y feminismo
Los logros de Nightingale resultan más admirables cuando se los considera en el contexto de las restricciones sociales que sufría la mujer en la Inglaterra victoriana. Su padre, William Edward Nightingale, era un terrateniente sumamente rico, y su familia se codeaba con los estratos más altos de la sociedad inglesa. En aquellos días, las mujeres de la clase social de Nightingale ni asistían a las universidades ni pretendían carreras profesionales; su propósito en la vida era casarse y criar a sus hijos. Nightingale fue afortunada. Su padre creía que las mujeres debían recibir educación, y él personalmente le enseñó italiano, latín, griego, filosofía, historia y -lo más inusual de todo para las mujeres de ese tiempo- literatura y matemáticas.
I. Bernard Cohen

Más conocida por sus contribuciones en los campos de la enfermería y de las matemáticas, la obra de Nightingale también constituye un importante eslabón en el estudio del feminismo inglés. A fines de la primera mitad del siglo XIX, luchó por su autodeterminación y en contra de las expectativas familiares de un matrimonio de conveniencia con algún miembro de la clase alta. Poco tiempo después, se dirigió a Kaiserswerth para su entrenamiento en el Instituto para diaconesas. 
En 1860 expuso su pensamiento en una edición privada de Suggestions for Thought to Searchers after Religious Truth, una obra de 829 páginas en tres volúmenes. En 2008, la universidad canadiense Wilfrid Laurier University publicó esta obra en el volumen 11 de un proyecto de 16 volúmenes que reúne la obra completa de Nightingale: The Collected Works of Florence Nightingale El más conocido de estos ensayos, Cassandra, fue publicado en 1928 por Ray Strachey, quien lo incluyó en The Cause (La Causa), una historia del movimiento feminista. 
En Cassandra condenó la sobrefeminizacion de las mujeres que las deja al borde de la invalidez social, tal como lo podía apreciar en el estilo de vida que llevaban su madre y su hermana mayor, a pesar de la buena educación que ambas poseían. Rechazó una vida de apacible comodidad y a cambio eligió la dedicación al servicio social. Este ensayo también refleja su temor a que sus ideas no fuesen efectivas ni tenidas en cuenta, como las profecías de la princesa troyana Casandra. La crítica literaria y feminista estadounidense Elaine Showalter señaló que se trata de «un texto mayor del feminismo inglés, un vínculo entre Wollstonecraft y Woolf».

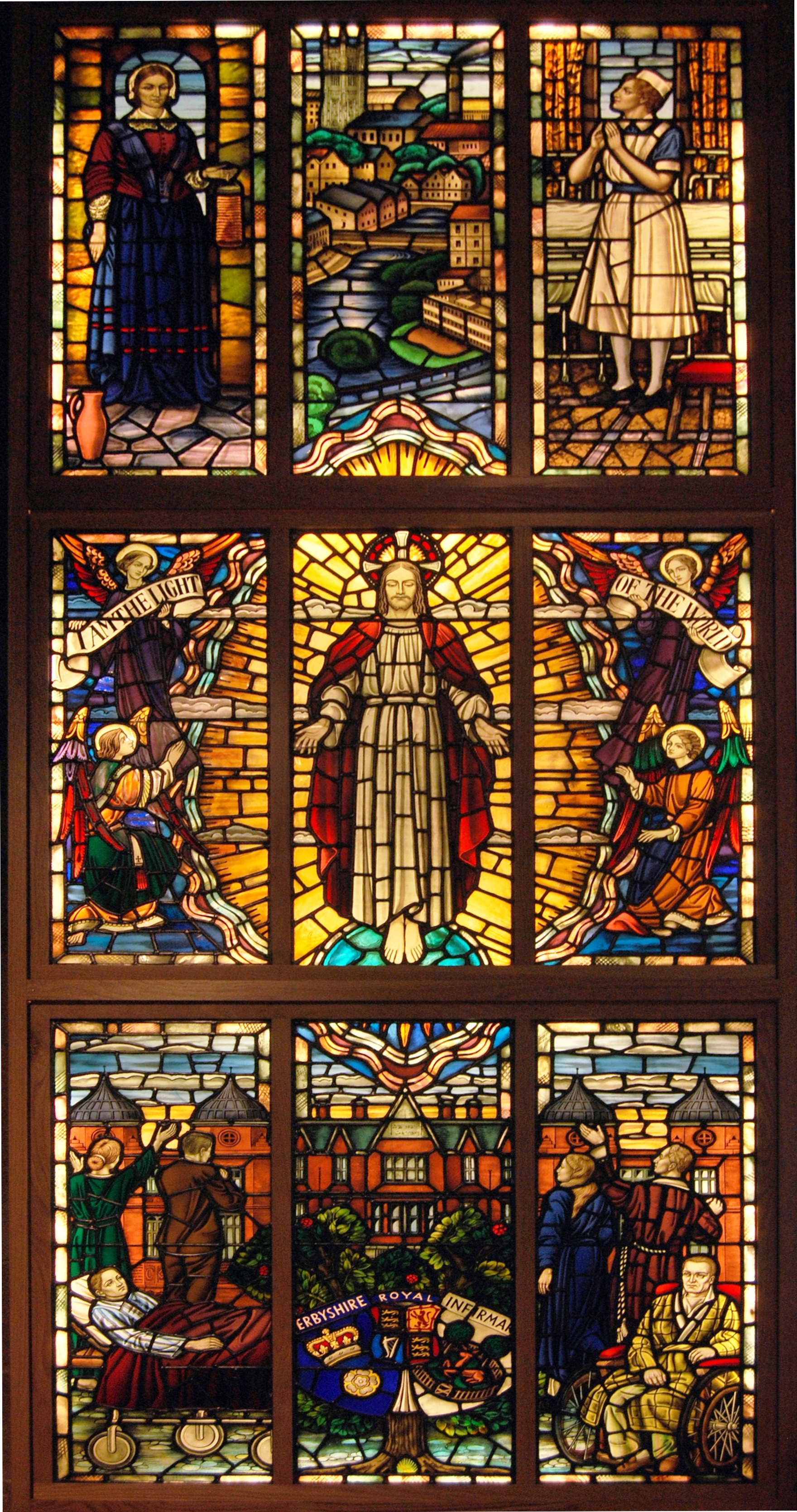
Vitral de Florence Nightingale en la Iglesia de St Peter, Derby.

### Teología
Si bien tradicionalmente se la presenta como unitaria, las escasas referencias de Nightingale hacia el unitarismo convencional tienden a ser negativas. A pesar de ello permaneció dentro de la Iglesia de Inglaterra durante toda su vida, aunque manteniendo puntos de vista no convencionales. Suggestions for Thought es también una obra teológica, su propia teodicea, en la cual desarrolla sus ideas heterodoxas. Nightingale cuestionó la divinidad de un Dios que condena al infierno a las almas, y mostró simpatía hacia la idea de una reconciliación universal.

## Legado y memoria
La Campaña en Favor de la Declaración Florence Nightingale, impulsada a través de la Iniciativa Nightingale para un Mundo Saludable (Nightingale Initiative for Global Health o NIGH), promueve la toma de conciencia mundial acerca de las cuestiones que motivaron el trabajo de Nightingale: priorización a nivel social los temas sanitarios y de medicina preventiva, formación y apoyo a enfermeras y demás trabajadores de la salud, acceso a una nutrición equilibrada, a fuentes de agua potable, a una atención médica digna y a las medicinas, entre otros.
Varias fundaciones llevan su nombre. Entre ellas la Nightingale Research Foundation de Canadá, dedicada al estudio y tratamiento del síndrome de fatiga crónica, del cual se sospecha que Nightingale padecía. En 1912, el Comité Internacional de la Cruz Roja instituyó la Medalla Florence Nightingale, reconocimiento entregado cada dos años a enfermeros o auxiliares de enfermería por servicios destacados.
El Museo de Florence Nightingale se encuentra en el Hospital Saint Thomas de Londres, donde aún funciona la primera escuela de enfermería fundada por Nightingale. Otro museo dedicado a su memoria, está en la residencia familiar de su hermana, Claydon House, actual propiedad del National Trust. En Estambul, la torre más al norte de las Barracas de Selimiye es ahora un museo en su honor. Cuatro hospitales de esa ciudad, entre ellos el hospital privado más grande de Turquía, también llevan su nombre.
Una placa de bronce, adosada al pedestal del Monumento conmemorativo a la Guerra de Crimea en el cementerio Haydar Pashá de Estambul, y develada el Día del Imperio de 1954, para celebrar el centésimo aniversario del servicio de enfermería en la región, lleva la inscripción: 

A Florence Nightingale, cuyo trabajo cerca de este cementerio un siglo atrás trajo alivio al sufrimiento humano y sentó las bases de la enfermería como profesión.

En la Comunión anglicana se la conmemora con un día festivo de su año litúrgico. Varias iglesias luteranas también la conmemoran los días 13 de agosto, junto con Clara Maass, como «Renovadoras de la sociedad». Así mismo, su nombre figura entre las celebraciones del Calendario de Santos Luterano.
Hay en Anápolis en Brasil una escuela de enfermería con el nombre de Florence Nightingale

## En los medios
Audio
La voz de Nightingale quedó registrada en una grabación fonográfica de 1890, preservada en la British Library Sound Archive. La grabación se hizo en apoyo a un fondo de asistencia a los veteranos de la Carga de la Brigada Ligera. En el audio se la oye decir:

Cuando ya no sea ni siquiera una memoria, tan sólo un nombre, confío en que mi voz podrá perpetuar la gran obra de mi vida. Dios bendiga a mis viejos y queridos camaradas de Balaclava y los traiga a salvo a la orilla. Florence Nightingale.
When I am no longer even a memory, just a name, I hope my voice may perpetuate the great work of my life. God bless my dear old comrades of Balaclava and bring them safe to shore. Florence Nightingale.

Teatro
La primera representación teatral de Nightingale fue en The Lady with the Lamp de Reginald Berkeley, estrenada en Londres en 1929, con Edith Evans en el papel principal. Esta obra se basó en la biografía que de ella hizo Lytton Strachey en Eminent Victorians, donde no es retratada con una personalidad simpática. En 1951 se adaptó al cine con el mismo nombre. También aparece como personaje en la obra teatral surrealista Early Morning de Edward Bond.
Televisión
Tanto en documentales como en ficción, se la ha retratado de diversas formas. Desde el documental Florence Nightingale (BBC, 2008) donde se enfatiza su espíritu independiente y su convicción de que la obra que llevaba adelante era de inspiración divina, hasta Mary Seacole: The Real Angel of the Crimea (Mary Seacole: El Verdadero Ángel de Crimea, Channel 4, 2006) donde es retratada con una personalidad de mentalidad estrecha y opuesta a los esfuerzos de Seacole. En 1985, Jaclyn Smith protagonizó Florence Nightingale, una película biográfica para la televisión.
En un episodio de Star Trek Voyager el personaje Kim da su nombre a una nave espacial.
Anime
En el juego para teléfonos inteligentes, Fate Grand Order, Nightingale hace aparición como un servant invocable de la clase berserker. Destaca por su actitud de querer curar a los heridos que se presentan ante ella, aunque esto cueste la vida de los mismos.
Cine
En 1912, Julia Swayne Gordon protagonizó el papel de Nightingale en la película silente The Victoria Cross. Otra película silente de 1915, Florence Nightingale, tuvo en el papel principal a Elisabeth Risdon. Ya en la etapa de cine sonoro, fue protagonizada por Kay Francis en White Angel, y en 1951 lo hizo Anna Neagle en The Lady With the Lamp.
Fotografía
Nightingale rechazaba la reproducción de su imagen ya fuera en fotografías, retratos pictóricos o en las estampas que la prensa transformó en icónicas y que la exhibían portando una lámpara entre los heridos de la Guerra de Crimea. Incluso apareció en los billetes que circularon en el Reino Unido desde 1975 hasta 1994. Lizzie Caswall Smith le tomó su última fotografía en 1910, poco antes de su muerte, en su hogar londinense de South Street, Park Lane.

## Biografías

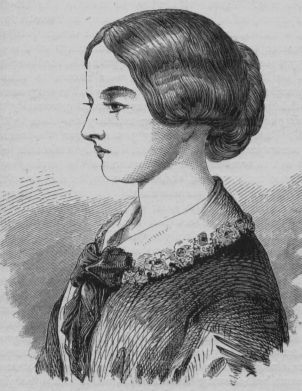
Florence Nightingale de joven.

La primera biografía de Nightingale fue publicada en Inglaterra en 1855. En 1911 Edward Cook fue autorizado por los albaceas de Nightingale para escribir una biografía oficial, publicada en dos volúmenes en 1913 bajo el título The Life of Florence Nightingale. El trabajo de Cook fue la fuente principal del capítulo sobre su vida en Eminent Victorians de Lytton Strachey, y en la biografía que Cecil Woodham-Smith publicó en 1950, aunque en este último caso la autora también accedió a nuevo material familiar preservado en Claydon. 
En 2008 Mark Bostridge publicó Florence Nightingale: The Woman and Her Legend, casi exclusivamente basado en material inédito de los archivos de sir Ralph Verney 5° Baronet, descendiente de Nightingale y último dueño de Claydon House, y en documentos desperdigados en más de 200 archivos en todo el mundo, algunos de los cuales ya habían sido publicados por Lynn McDonald en su proyectada edición de dieciséis volúmenes Collected Works of Florence Nightingale (publicada a partir de 2001).

## Obras
- Nightingale, Florence (1979). Cassandra. Primera edición 1852: 1979 reimpreso por The Feminist Press. ISBN 0-912670-55-X. Consultado el 10 de septiembre de 2011.
- «Notes on Nursing: What Nursing Is, What Nursing is Not». Philadelphia, London, Montreal: J.B. Lippincott Co. 1946 reprint (Primera edición Londres, 1859: Harrison & Sons). Consultado el 10 de septiembre de 2011.
- Nightingale, Florence; McDonald, Lynn (2001). Florence Nightingale's Spiritual Journey: Biblical Annotations, Sermons and Journal Notes. Collected Works of Florence Nighingale (Editor Lynn McDonald) 2. Ontario, Canadá: Wilfrid Laurier University Press. ISBN 0-88920-366-0. Consultado el 10 de septiembre de 2011.
- Florence Nightingale's Theology: Essays, Letters and Journal Notes. Collected Works of Florence Nighingale (Editor Lynn McDonald) 3. Ontario, Canadá: Wilfrid Laurier University Press. 2002. ISBN 0-88920-371-7. Consultado el 10 de septiembre de 2011.
- Female Nurses in Military Hospitals, 1857
- Subsidiary Notes as to the Introduction of Female Nursing in Military Hospitals in War and Peace, 1858
- Nightingale, Florence; Vallée, GéRard (2003). Mysticism and Eastern Religions. Collected Works of Florence Nighingale (Editor Gerard Vallee) 4. Ontario, Canadá: Wilfrid Laurier University Press. ISBN 088920-413-6. Consultado el 26 de mayo de 2011.
- Nightingale, Florence; McDonald, Lynn (2008). Suggestions for Thought. Collected Works of Florence Nighingale (Editor Lynn McDonald) 11. Ontario, Canadá: Wilfrid Laurier University Press. ISBN 978-088920-465-2. Consultado el 10 de septiembre de 2011. Edición privada por Nightingale en 1860.
- Notes on Nursing for the Labouring Classes. London: Harrison. 1861. Consultado el 10 de septiembre de 2011.
- The Family, ensayo crítico en Fraser's Magazine (1870)
- «Introductory Notes on Lying-In Institutions». together with A Proposal for Organising an Institution for Training Midwives and Midwifery Nurses (London: Longmans, Green & Co). 1871. Consultado el 10 de septiembre de 2011.
- Una and the Lion. Cambridge: Riverside Press. 1871. Consultado el 26 de mayo de 2011. Nota: Faltan unas pocas primeras páginas. Está la página del título.
- Una and Her Paupers, Memorials of Agnes Elizabeth Jones, by her sister with an introduction by Florence Nightingale. New York: George Routledge and Sons, 1872. Consultado el 10 de septiembre de 2011.. Véase también publicación de 2005 por Diggory Press, ISBN 978-1-905363-22-3
- Letters from Egypt: A Journey on the Nile 1849-1850 (1987) ISBN 1-55584-204-6